# Expectations
Expectations es el álbum debut de la cantante y actriz estadounidense Hayley Kiyoko, lanzado el 30 de marzo de 2018. Tanto el título del álbum como su portada fueron publicados el 1 de enero de 2018 a través de las redes sociales. El álbum fue precedido por los sencillos «Sleepover», «Feelings», «Curious» y «What I Need». Expectations recibió reseñas positivas por parte de los críticos, quienes elogiaron los temas queer del álbum y su producción. 

## Lista de canciones
Créditos y pistas adaptadas de iTunes.

| N.º | Título                        | Escritor(es)                                                                 | Productor(es)   | Duración |  |
| 1.  | «Expectations (Overture)»     | Hayley Alcroft, Nicole Morier, Jonathan Dorr, Cecil Bernardy, Olivia Marisco | 4e              | 1:52     |  |
| 2.  | «Feelings»                    | Alcroft, Brandon Colbein, Nick Bailey, Dorr Bernardy, Katherine Ostenberg    | 4e              | 3:37     |  |
| 3.  | «What I Need» (con Kehlani)   | Alcroft, Dorr, Colbein, Kehlani Parrish                                      | Jono Dorr       | 3:39     |  |
| 4.  | «Sleepover»                   | Alcroft, Brandi Flores, Dorr, Bernardy                                       | 4e              | 3:54     |  |
| 5.  | «Mercy/Gatekeeper»            | Alcroft, Dorr, Bernardy                                                      | 4e              | 5:44     |  |
| 6.  | «Under the Blue/Take Me In»   | Alcroft, Morier, Dorr, Bernardy                                              | 4e              | 5:37     |  |
| 7.  | «Curious»                     | Alcroft, Lisa Vitale, Colbein, Jakob Hazell, Svante Halldin                  | Jack & Coke     | 3:12     |  |
| 8.  | «xx»                          | Alcroft, Dorr                                                                | 4e              | 0:51     |  |
| 9.  | «Wanna Be Missed»             | Alcroft, Jonas Jeberg, Alexander Schwartz, Joe Khajadourian, Madison Love    | The Futuristics | 3:15     |  |
| 10. | «He'll Never Love You (HNLY)» | Alcroft, Dorr, Bernardy, Cara Salimando                                      | 4e              | 3:51     |  |
| 11. | «Palm Dreams»                 | Alcroft, Gustav Jonsson, Fredrik Berger, Colbein                             | Berger          | 5:14     |  |
| 12. | «Molecules»                   | Alcroft, Morier, Dorr, Bernardy                                              | 4e              | 4:10     |  |
| 13. | «Let It Be»                   | Alcroft, Chloe Angelides, Dorr, Bernardy                                     | 4e              | 3:41     |  |